# Geogarypus pustulatus
Geogarypus pustulatus es una especie de arácnido del orden Pseudoscorpionida de la familia Geogarypidae.

## Distribución geográfica
Se encuentra en Argentina y Chile.